# كلاوس فوغل
كلاوس فوغل (بالألمانية: Klaus Vogel)‏ هو قاضي ومحامي ألماني، ولد في 9 ديسمبر 1930 في هامبورغ في ألمانيا، وتوفي في 10 ديسمبر 2007 في ميونخ في ألمانيا.